# Piranski trolejbus
Piranski trolejbus je med letoma 1909 in 1912 obratoval na približno 5 km dolgi progi med piranskim Tartinijevim trgom in železniško postajo v Sveti Luciji (današnji Luciji)

## Zgodovinske okoliščine
Ob koncu 19. stoletja je Piran bil eno največjih istrskih mest. Štel je okoli 12.700 prebivalcev (približno trikrat več kot danes) in je bil pomembno trgovsko središče. Mestni očetje so se ob načrtovanju ozkotirne železnice med Trstom in Porečom zavedali mestnega nazadovanja, zato so si na vse moči prizadevali. da bi železnica stekla tudi skozi Piran. Zaradi konfiguracije terena ta možnost ni prišla v poštev, zato pa jim je uspelo doseči revizijo trase, ki so jo iz zaledja pomaknili bližje obali, tako da se je v Sveti Luciji približala mestu na okoli pet kilometrov.
Takoj po odprtju Porečanke leta 1902 je na Dunaj bila poslana prošnja, da se jim dodeli koncesija za izgradnjo tramvajske proge med Piranom in najbližjo železniško postajo v Sveti Luciji. Začasno so uvedli povezavo do postaje s konjsko vprego, vendar se to na takratni ozki makadamski cesti in ob velikem povpraševanju ni obneslo najbolje.

## Trolejbus
Z Dunaja zelo dolgo ni bilo odgovora glede tramvajske koncesije. Medtem se je razvedelo, da so leta 1907 v Gmündu uspešno vzpostavili prvo trolejbusno progo v Avstro-Ogrski. Ker z Dunaja še vedno ni bilo koncesije, so se Pirančani brž ogreli za izgradnjo trolejbusne proge, za katero niso potrebovali dunajskega dovoljenja. Iz Nemčije so takoj naročili postavitev »breztirne električne železnice« po sistemu Stoll. 24. oktobra 1909 so okoli 5 km dolgo progo med Tartinijevim trgom in železniško postajo v Sveti Luciji predali javnemu prometu. Tako je Piran postal prvo mesto z uvedenim trolejbusnim prometom v današnji Sloveniji in na Balkanu ter eno izmed prvih desetih na svetu.
Na progi je v intervalu 15 minut obratovalo 5 trolejbusov, ki so jih naročili v avstrijski tovarni Motoren-Daimler. V vsakem vozilu je bilo prostora za 25 potnikov, 15 na sedežih in 10 na stojiščih. Vsako vozilo sta poganjala po dva elektromotorja Lohner-Porsche na enosmerni tok. Progo je z enosmerno napetostjo 500V napajala termoelektrarna, ki jo je že leta 1885 v bernardinski ladjedelnici postavil Pirančan Francesco Apollonio. V elektrarni so s premogom iz Sečovelj poganjali parni stroj z močjo 100 KM, nameščen je bil tudi transformator.
Trolejbus je imel kar nekaj pomanjkljivosti. Vozil je po luknjasti makadamski cesti in zaradi s polno gumo obloženih koles in ne najbolje zasnovanih amortizerjev vožnja ni bila udobna. Urejenih postajališč ni bilo in trolejbus se je ustavljal povsod, kjer je kdo želel vstopiti ali izstopiti. Zaradi sunkov burje ali zaradi izogibanja vpregam se je tokovni odjemnik dostikrat snel z napajalne žice in voznik ga je moral ročno postaviti nazaj. Jasno je bilo, da takšen trolejbus predstavlja le začasno rešitev.

## Ukinitev
Septembra leta 1911 je z Dunaja končno prišlo dovoljenje za izgradnjo tramvajske proge. Ker se je trasa ujemala s traso trolejbusne proge (napajalne žice so namestili kar na iste drogove), so trolejbusni promet manj kot dve leti po uvedbi odpravili. Žal ni znano, kam so vozila prodali, tako da se je, kot trenutno kaže, za njimi izgubila vsaka sled.